# 2-й проезд Подбельского
Второ́й прое́зд Подбе́льского  — проезд, расположенный в Восточном административном округе города Москвы на территории района Богородское.

## История
Проезд находился на территории бывшего посёлка имени Подбельского; посёлок был построен в 1920-х годах по инициативе работников связи близ села Богородское и получил имя народного комиссара почт и телеграфа РСФСР В. Н. Подбельского (1887—1920). Проезд 12 марта 1954 года проезд получил современное название.

## Расположение
2-й проезд Подбельского ныне не существует. На месте 2-го проезда Подбельского в 1968 году были построены дом 8 по ул.Ивантеевской и дом 33 по ул.Погонный проезд. След от 2-го проезда Подбельского можно увидеть в сквере, за домом 8 по у. Ивантеевской.

## Примечательные здания и сооружения
По нечётной стороне:
По чётной стороне:

## Транспорт

### Трамвай
- 2: от Погонного проезда до Ивантеевской улицы и обратно
- 4л: от Ивантеевской улицы до Погонного проезда
- 4п: от Погонного проезда до Ивантеевской улицы
- 7: от Погонного проезда до Ивантеевской улицы и обратно
- 46: от Погонного проезда до Ивантеевской улицы и обратно

### Метро
- Станция метро «Бульвар Рокоссовского» Сокольнической линии — юго-восточнее проезда, на Ивантеевской улице

### Железнодорожный транспорт
- Станция МЦК «Бульвар Рокоссовского» — юго-восточнее проезда, на 6-м проезде Подбельского.
- Станция МЦК «Белокаменная» — северо-западнее проезда, на Яузской аллее.